# Weslaco
Weslaco és una població dels Estats Units a l'estat de Texas. Segons el cens del 2000 tenia 26.935 habitants.

## Demografia
Segons el cens del 2000, Weslaco tenia 26.935 habitants, 8.295 habitatges, i 6.602 famílies. La densitat de població era de 819,5 habitants per km².
Dels 8.295 habitatges en un 41,1% hi vivien nens de menys de 18 anys, en un 59,2% hi vivien parelles casades, en un 17% dones solteres, i en un 20,4% no eren unitats familiars. En el 18,4% dels habitatges hi vivien persones soles el 10,8% de les quals corresponia a persones de 65 anys o més que vivien soles. El nombre mitjà de persones vivint en cada habitatge era de 3,21 i el nombre mitjà de persones que vivien en cada família era de 3,68.
Per edats la població es repartia de la següent manera: un 31,8% tenia menys de 18 anys, un 9,9% entre 18 i 24, un 25,9% entre 25 i 44, un 17,2% de 45 a 60 i un 15,1% 65 anys o més.
L'edat mediana era de 31 anys. Per cada 100 dones de 18 o més anys hi havia 82,4 homes.
La renda mediana per habitatge era de 26.573 $ i la renda mediana per família de 29.215 $. Els homes tenien una renda mediana de 24.202 $ mentre que les dones 19.688 $. La renda per capita de la població era d'11.235 $. Aproximadament el 26,5% de les famílies i el 30,9% de la població estaven per davall del llindar de pobresa.

## Poblacions més properes
El següent diagrama mostra les poblacions més properes.